# 레지널드 이네스 포콕
레지널드 이네스 포콕(영어: Reginald Innes Pocock, 1863년 3월 4일~1947년 8월 9일)은 영국의 생물학자이다.

## 생애
브리스틀 교외의 클리프턴(Clifton)에서 태어난 포코크는 옥스포드의 세인트 에드워드 고등학교를 졸업하고 이어 옥스퍼드 대학교의 유니버시티 대학(en)에서 에드워드 풀턴(en), 콘웨이 모건(en), 윌리엄 솔라스(en) 등에게 사사했다.
1885년에 포콕은 대영 박물관의 학예사가 되어 거미류와 다지류에 관련된 전시품의 수집을 맡게 되었다. 이어 1904년에는 레전트 공원(en)의 총책임자가 되어 1923년에 정년 퇴임할 때까지 근무했다. 1916년에 현생하는 고양이과 동물들을 혀의 기부에 있는 일련의 연결뼈인 설골(舌骨)의 구조에 따라 2군(群)으로 나누었다.
정년 퇴임한 후에는 포유류 분야의 자원 봉사 연구원으로 재차 대영 박물관에서 일했다.

## 포콕의 이름이 붙여진 생물 종
- Carcinoscorpius Pocock(fr) : 1902년 명명
- Civettictis Pocock(fr) : 1915년 명명
- Naemorhedus baileyi Pocock(fr) : 1914년 명명
- Panthera tigris sumatrae Pocock : 1929년 명명

## 참고 자료
- 한국브리태니커백과사전(고양이과)[깨진 링크(과거 내용 찾기)]